# Дьяковка (Краснокутский район)
Дьяко́вка — село Краснокутского района Саратовской области. Расположено в южной части района, на реке Еруслан в 30 км от районного центра — города Красный Кут. Самое большое село района. Население 1171 человек (2018).

## История
Дьяковка была заселена в 1797 году однодворцами, выходцами из Тамбовской губернии. Селом Дьяковка стала в 1809 году, когда в ней был построен деревянный православный молитвенный дом. В 1824 году вместо молитвенного дома была построена каменная церковь во имя святителя и чудотворца Николая, которая ныне является объектом культурного наследия области; церковь была построена тщанием местного жителя, одного из первопоселенцев, Ивана Ивановича Дьякова, по его имени село получило своё название. Сначала Дьяковка входила в Камышинский уезд, а с 1835 года — Новоузенский уезд Саратовской губернии. Сначала село входило в состав Салтовской волости, в начале XX века само стало волостным центром. С 1851 по 1918 год Новоузенский уезд был в составе вновь созданной Самарской губернии.
Согласно переписи населения 1897 года в селе проживало 5500 жителей: 2718 мужчин и 2782 женщины. Согласно Списку населённых мест Самарской губернии 1910 года Дьяковка являлась волостным центром. Население села составляли бывшие государственные крестьяне, преимущественно русские, православные, всего 3756 мужчин и 3888 женщин. В селе, кроме Николаевской церкви, имелась деревянная домовая церковь при второклассной школе во имя Александра Невского (освящена 27 августа 1898 года, богослужение совершалось причтом Николаевской церкви), молитвенный дом, 5 школ, приёмный покой, почтовое отделение, 23 ветряные и 3 паровые мельницы, по понедельникам проводились базары, организовывались 3 ярмарки, работали врач, фельдшер, фельдшерка, акушерка, ветеринар.
В 1922 году было произведено так называемое «округление» Трудовой коммуны (области) немцев Поволжья, и в неё были включены не только немецкие, но и русские сёла. Дьяковка вошла в Краснокутский кантон ТКО НП, а с 1924 года — АССР НП. В 1935 году прошло административно-территориальное преобразование республики, и Дьяковка стала относиться к вновь созданному Экгеймскому кантону. После упразднения этой республики в 1942 году село вошло в состав Саратовской области в её Комсомольский район, который в 1959 году в ходе кампании по укрупнению районов вошёл в состав Краснокутского района.
В описании станций Рязанско-Уральской железной дороги за 1913 год есть и несколько строк про Дьяковку: «С северо-западной стороны, в десяти верстах от станции [Лепехинка] — село Дьяковка, с 7 тысячным населением, расположенное на равнине, окруженной сыпучими песками. Для укрепления песков устроен в селе питомник растений песчанной флоры, находящейся под руководством лесовода. В селе четыре школы, почтовое отделение, ветеринарный и агрономические пункты. Кроме еженедельных базаров, здесь бывают 3 ярмарки в году, с порядочными оборотами».

## Население
Динамика численности населения по годам:
| 1859 | 1889 | 1897 | 1910 | 1926 | 1987  | 2002 |
| ---- | ---- | ---- | ---- | ---- | ----- | ---- |
| 2123 | 4845 | 5500 | 7664 | 4704 | ≈1800 | 1415 |

| 2002  | 2010  | 2012  | 2013  | 2014  | 2015  | 2016  |
| ----- | ----- | ----- | ----- | ----- | ----- | ----- |
| 1415  | ↘1300 | ↘1265 | →1265 | ↗1270 | ↘1236 | ↘1232 |
| 2017  | 2018  | 2019  | 2020  | 2021  |       |       |
| ↘1187 | ↘1171 | ↘1143 | ↗1146 | ↘999  |       |       |

Национальный состав
- русские 943
- украинцы 78
- карачаевцы 24
- аварцы 21
- белорусы 20
- казахи 18
- корейцы 11
- курды 9
- марийцы 9
- татары 8

Согласно результатам переписи 2002 года большинство населения составляли русские (89 %).
Возрастной состав
- трудоспособного возраста (с 18 лет) – 651
- пенсионеров по возрасту – 332
- дети до 18 лет – 163
- молодежь (от 18 до 30 лет) – 142
- учащиеся – 92
- участники ВОВ – 2
- труженики тыла – 17
- инвалиды – 35
- состоит в центре социального обслуживания населения – 218

Естественное движение
- умершие – 23
- родившиеся – 7

Миграция
- прибывшие за 2015 год – 23
- убывшие в 2014 году – 12

## Инфраструктура
В селе имеется дьяковский лесхоз, средняя образовательная школа, дом культуры, больница, сельская администрация и почта. В 2009 году закончено здания Свято-Никольской церкви. Кроме того, в селе находится вольерное хозяйство института проблем экологии и эволюции имени А. Н. Северцова, где в рамках сохранения вида инкубируются яйца, а затем выращивается молодь редкой дрофы. В частности, с 2004 года несколько выращенных здесь птенцов были переправлены в Великобританию, где происходит попытка восстановить популяцию этой птицы, исчезнувшей в первой половине XIX века.

## Церковь Николая Чудотворца

Храм святителя Николая
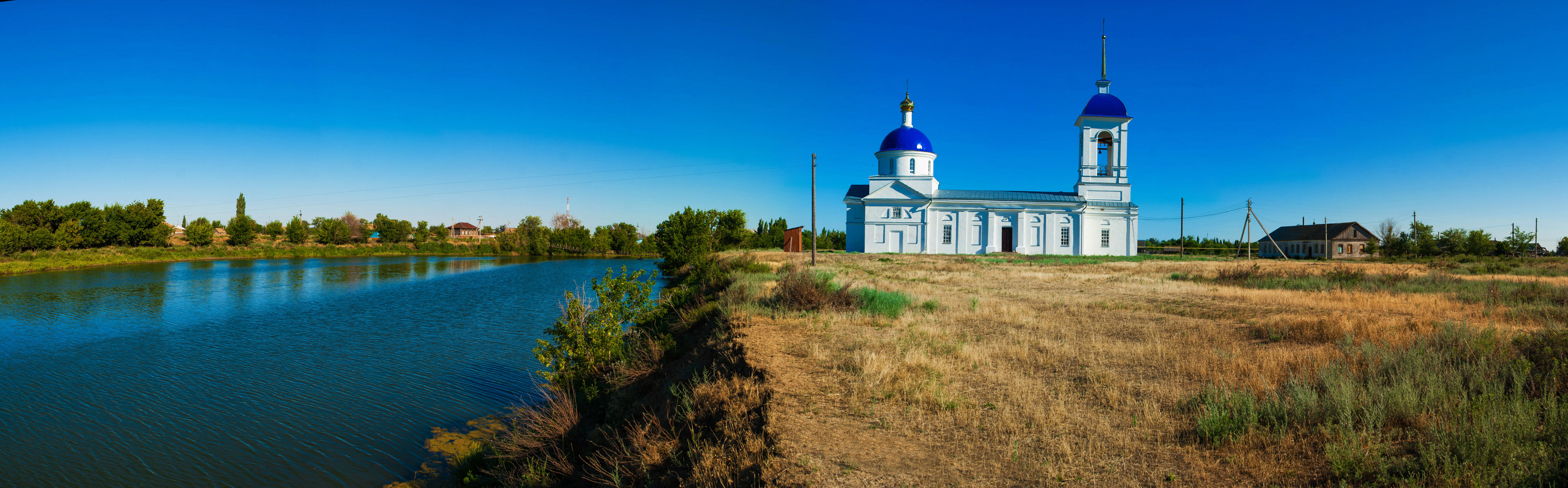
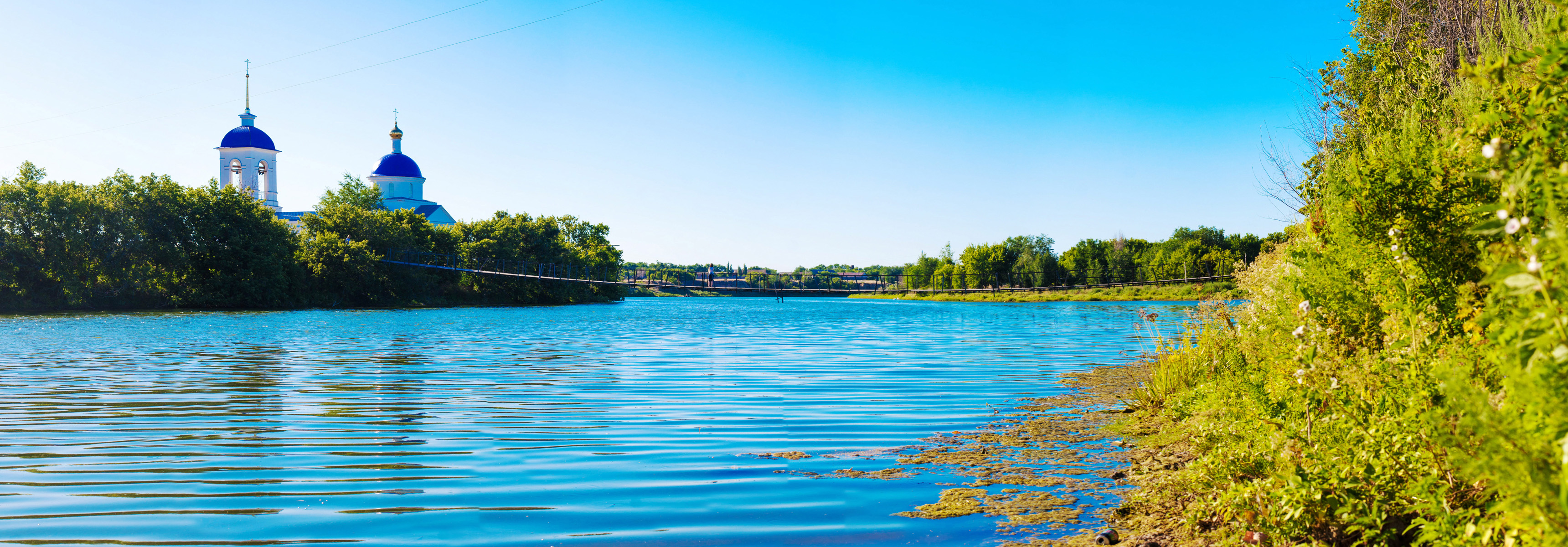